# National League for Opposing Woman Suffrage
National League for Opposing Woman Suffrage, var en brittisk kvinnoorganisation, grundad 1910.
År 1910 förenades kvinnogruppen Women's National Anti-Suffrage League och mansgruppen Men's National League for Opposing Women's Suffrage och bildade National League for Opposing Woman Suffrage, som hade både manliga och kvinnliga medlemmar. Den nya gruppens ordförande blev mansgruppens ordförande Evelyn Baring, 1:e earl av Cromer, med sju män och sju kvinnor i styrelsen. 
Den öppnade 1912 en lokalavdelning i Bangor i Wales. Föreningen fortsatte utge Anti-Suffrage Review, som tidigare hade utgetts av  Women's National Anti-Suffrage League. 
Kvinnor fick rösträtt 1918. 